# 媽媽監督核電廠聯盟
媽媽監督核電廠聯盟，常簡稱為媽盟，是台灣一個監督核電廠以及反對核能四廠的團體，於2012年12月開始運作。2013年3月8日，由陳藹玲、吳淡如、陶晶瑩、徐璐、李烈、方念華、葉樹姍、丁乃竺、胡茵夢、殷琪、郭采潔和陳嘉樺等人共同成立的團體。

## 訴求及官方回應
該團體之主要訴求為：
1. 台電公開所有真實狀況與數據，成立與公民之對話平台。
2. 凡有危險疑慮之核電廠皆不應運作，核四廠立刻停止興建。
3. 檢討並研擬新能源政策。

對於相關訴求，原能會的回應如下：
1. 國內核電廠運轉與興建安全品質與管制工作，持續對外透明公開。
2. 堅守監督立場，嚴格執行龍門電廠（核四廠）建廠品質與安全管制。
3. 加強與民眾溝通，提高民眾對政策信心。

## 具體公開行動
- 舉辦「拒絕危險核電」簡訊連署[6]
- 邀請演藝人員合唱「孩子的天空」

## 爭議

### 監督非反核
- 2013年3月31日，媽媽監督核電廠聯盟發起人之一的陳藹玲女士與總統馬英九、核能相關官員座談時澄清：「該聯盟不是廢核團體，也不是反核團體，而是『中立團體』。」[7]

- 2013年4月1日，資深媒體人楊憲宏發表《陳藹玲欠台灣反核英雄們一個大大的道歉》的文章，認為廢核與反核者應考慮退出[8]。

### 北捷差別待遇台電擁核廣告、媽盟反核四廣告爭議
2014年初，媽盟在臉書質疑臺北捷運公司對台電的擁核廣告與媽盟的反核四廣告差別待遇，媽盟、北捷以及居間協調廣告內容的廣告商「合和國際」各執一詞。
2014年2月19日，媽盟於臉書粉絲專頁表示，在台北捷運張貼的廣告受到北捷壓力被迫去除「廢除核四吧」字樣。隔日，台北捷運公司發表聲明稿，稱廣告內容係由委刊者與廣告廠商協調定案，該五個字為廣告廠商在送樣前便自行撤下，北捷並未干涉，且該廣告於2月1日就已張貼，網路上也開始質疑媽盟刻意捏造假新聞。

## 外部連結
- 媽媽監督核電廠聯盟官網
- 媽盟的臉書粉絲專頁
- 媽媽監督核電廠youtube頻道 （页面存档备份，存于）